# Self Portrait
Self Portrait is het 10e studioalbum van Bob Dylan. Het werd uitgebracht op 8 juni 1970 en is een compilatie van covers, traditionals, eigen werk en een viertal live-opnames van Dylans concert met The Band op het Isle of Wight Festival van 1969. Commercieel was het (dubbel)album een succes, maar de muziekcritici waren eensgezind in hun afwijzende kritiek. Greil Marcus opende in Rolling Stone: "What is this shit? ("Wat is dit voor rotzooi").

## Songwriting
Dylan schreef vrijwel geen nieuwe nummers voor het album. Het kan te maken hebben met de verslechterde relatie tussen Dylan en zijn manager Albert Grossman, die hierdoor vrijwel geen inkomsten kreeg uit het album. Een andere verklaring die Dylan zelf gaf was de vrees dat een aantal opnames, die gemaakt werden voor Nashville Skyline als bootleg zouden verschijnen.

## De opnames
De opnames vonden plaats in drie periodes. Op 24 en 26 april en 3 mei 1969 vonden de eerste opnames plaats in Nashville met vrijwel dezelfde musici als op Nashville Skyline. Een jaar later, op 3 en 5 maart 1970 werden de opnames hervat, ditmaal in New York met andere sessiemuzikanten, waaronder Al Kooper. Op 11 maart en 3 april 1970 vond de laatste sessie plaats in Nashville met medewerking van Charlie McCoy en Kenny Buttrey. Deze laatste sessie werd alleen besteed aan overdubs, onder andere werd de orkestpartij op "All the Tired Horses" en "Belle Isle" opgenomen.

## De nummers

### Eigen composities
- "All the Tired Horses" is een liedje met twee regels, alleen gezongen door een drietal achtergrondzangeressen.
- "Woogie Boogie" is een instrumental.
- "Living the Blues" is geen bluesliedje, maar een liedje in de stijl van Elvis Presley.[4]
- "Wigwam" is vrijwel een instrumental. Dylan zingt alleen la-la-la.
- "In Search of Little Sadie" is een bewerking van de traditional "Little Sadie".

### Traditionals
- "Alberta #1" en "Alberta #2": een worksong bekend van Lead Belly.
- "Days of 49": een song over de goudkoorts in 1849 opgetekend door de broers Lomax.
- "Little Sadie": een moordballade uit Appalachia- ook bekend als "Bad Lee Brown".
- "Belle Isle": een op een Ierse ballade gebaseerde Canadese vertelling.
- "It Hurts Me Too": een blues gebaseerde op meerdere andere bluessongs.

### Covers
- "I Forgot More Than You'll Ever Know": een countryhit van The Davis Sisters.
- "Early morning rain": een countryfolknummer van de Canadees Gordon Lightfoot.
- "Let It Be Me: hit van The Everly Brothers, een vertaling van "Je t'appartiens" van Gilbert Bécaud.
- "Copper Kettle": een Joan Baezlied over whiskeystokers en belastingontduikers geschreven door Albert Frank Beddoe.
- "Gotta Travel On": een volksliedje van Paul Clayton.
- "Blue Moon": een evergreen uit 1934 geschreven door Richard Rodgers en Lorenz Hart, in 1935 op plaat gezet door Boswell Sister Connee.
- "The Boxer":hit van Simon & Garfunkel geschreven door Paul Simon. Dylan zingt zelf de eerste en tweede stem.
- "Take a Message to Mary": hit van The Everly Brothers geschreven door Felice and Boudleaux Bryant.

### Live opnames
Self Portrait bevat vier live-opnames van het concert met The Band op het Isle of Wight Festival van 1969.
- "Like a Rolling Stone" Dylans eerst nummer 1 hit (op Cashbox).
- "The Mighty Quinn (Quinn the Eskimo)" een nummer van de The Basement Tapes-sessies en een hit door Manfred Mann
- "Minstrel Boy" een nummer van de The Basement Tapes-sessies pas, pas in 2013 in de Bootleg Series verschenen.
- "She Belongs to Me" een nummer van het album Bringing It All Back Home.

## De outtakes
Van alle opnamen kwamen er 23 niet op het album. In 2013 bracht Columbia in de bootleg series deel 10 uit : Another Self Portrait (1969–1971), waarop de traditionals "Railroad Bill", "Pretty Saro", "Tattle O'Day" en "This Evening So Soon" kwamen, naast Tom Paxtons "Annie's Going To Sing Her Song", Eric Andersens "Thirsty Boots" en Eddie Noacks "These Hands".

## Albumhoes
De albumhoes is een door Dylan zelf geschilderd zelfprotret.

## Hitnoteringen
Het album bereikte nummer 4 op de Billboard 200 en nummer 1 op de UK Albums Chart. In Nederland was de piekpositie nummer 3.
- MusicBrainz release group: 6163aa70-d97f-34e5-a5bf-54b7d85a7ea0